# Esterházy Pál Mária Lajos Antal
Gróf galántai Esterházy Pál Mária Lajos Antal (Kismarton, 1901. március 23. – Zürich, 1989. május 25.) magyar filantróp, mecénás, a 20. században az örökös elsőszülött hercegi rang birtokosa az Esterházy családban. A „felszabadulás” után a Rákosi-korszak elején, 1949. február 8-án 15 év börtönbüntetésre és teljes vagyonelkobzásra ítélték egy koncepciós perben. Az 1956-os forradalom alatt kiszabadult, és Nyugatra menekült.

## Családja

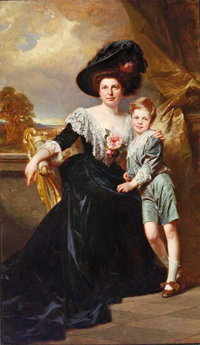
Édesanyja Esterházy Margit és Paul

Esterházy Pál herceg másodikként született Esterházy Miklós Pál herceg (1869–1920) és dénesfalvai Cziráky Margit grófnő (1874–1910) öt gyermekének sorában. Testvérei:
- Mária Róza (1900. január 25. – 1971. november 30.)
- Antal Pál (1903. július 22. – 1944. december 31.), elesett a második világháborúban.
- László Antal Miklós (1905. június 4. – 2000. január 5.)
- Bernadette (1910. július 17. – 1974. április 18.)

Pál édesapja a budapesti egyetemen doktorált, majd 1898-ban IV. Miklós Pál hercegként lépett az örökös elsőszülött hercegi jogkörébe.

## Életpályája
Pált házitanítók nevelték, a magyar mellett német, angol, francia, olasz, finn és az orosz nyelvet is elsajátította. Később a budapesti Piarista Gimnázium tanulója lett, ahol 1919-ben érettségizett. Egy bécsi kereskedelmi akadémián eltöltött év után, 1920-ban kezdte meg jogi és államtudományi tanulmányait a budapesti Pázmány Péter Tudományegyetemen, ahol 1924-ben államtudományból, 1927-ben jogtudományból doktorált. A zenei érdeklődésű fiatal herceg eredetileg botanikát és nyelveket akart tanulni, de apja 1920-ban bekövetkezett halála után, tizenkilenc évesen át kellett vennie az Esterházy-vagyon feletti hitbizományosi rendelkezés jogát. Mivel akkori értelemben még nem volt nagykorú, gyámsági tanácsot rendeltek mellé, amelynek tagjai korábbi házitanítója, Horváth Gábor, gróf Esterházy Móric – a Tisza Istvánt követő miniszterelnök – valamint nagybátyja, Cziráky gróf. Ebben az időben Pál herceg a Budai Várnegyedben, a család palotájában lakott, később a eszterházai kastélyban.
Trianont követően a család birtokai kettéváltak: 128 ezer hektár maradt Magyarországon, míg közel 66 ezer hektár Ausztriában. Ez utóbbi mintegy 10 százalékát tette ki a Magyarországról lehasított Burgenland, az új tartomány területének. Esterházy Pál herceg, aki Európa egyik leggazdagabb emberének számított, politikai és társadalmi értelemben visszavonult életet élt. 1927-ben a felsőház megalakulásakor nem volt hajlandó iratait benyújtani, és annak munkájában részt venni. Mindössze a római katolikus egyház civil szervezete, az Actio Catholica elnökségi tisztét töltötte be, rövid ideig.
Az ezerkilencszázhúszas-harmincas években a család és Ausztria, valamint Burgenland kapcsolata konfliktusmentes volt. A kismartoni kastélyt és más birtokokat a város rendelkezésére bocsátották. Az Anschluss azonban jelentős változásokat hozott 1938-ban. A nácik politikai ellenfelet láttak a hercegben, és lépéseket tettek az Esterházy-javak eltulajdonítására. Ebben az időben Pál Magyarországon élt, nem kereste fel burgenlandi családi birtokait, sem Kismartonban, sem Fraknón. A második világháború végén itthon is feszültté vált a politikai helyzet. A nyilasok hatalomátvételekor Pál egy olyan csoporttal állt kapcsolatban, amely aktívan fellépett a zsidók deportálása és kiirtása ellen.
1945 után a földreform során a herceg összes magyarországi birtokát elkobozták, földbirtokait felosztották. 1946-ban házasságot kötött Ottrubay Melindával, a Magyar Állami Operaház primabalerinájával. A házaspár Budapesten élt, egyszerű körülmények között. 1948. december 2-án Pál herceget négy titkosrendőr letartóztatta otthonában. Feleségének az életrajzi filmben elhangzó visszaemlékezése szerint a letartóztatást végző rendőrcsoport vezetője, Esterházy felszólítására Bárd Károly századosként szabályosan igazolta magát. A József körúti háromszobás lakásban házkutatást tartottak, könyvtárát lefoglalták a Országos Széchényi Könyvtár számára. A herceget az ÁVO börtönében kihallgatták, majd Mindszenty bíboros koncepciós perének negyedrendű vádlottjává tették. Az államrend megdöntését célzó összeesküvésben való részvétellel és devizavétséggel vádolták. Már 1947-ben feleségével el kívánták hagyni az országot. Ekkor többek között Francis Spellman bíboros közvetítésével átvettek egy 10 ezer amerikai dollárról szóló csekket, amelyet az New Yorkból küldött a magyar katolikus egyház támogatására. Az ÁVO Mindszenty munkatársaitól értesült erről, és azzal vádolta meg Pál herceget, hogy túlzottan magas árfolyamon vásárolta meg a csekket, támogatva ezzel a bíboros Habsburg-restaurációs összeesküvését. A kínzások hatására „beismerő vallomást” tett, majd az ezt követő perben 15 év fegyházra és teljes vagyonelkobzásra ítélték 1949. február 8-án.
1946-ban az ausztriai szovjet katonai közigazgatás az ott még megmaradt burgenlandi birtokait mint ún. „német tulajdont” jogellenesen lefoglalta. Az erdő-, és mezőgazdasági birtokok, kastélyok, udvarok, gyárak és műgyűjtemények az 1955-ös osztrák államszerződés időpontjáig szovjet végrehajtási zárgondnokság alatt maradtak, akik ezeket erősen megrongálva, s kifosztva hagyták hátra. A szovjet csapatok Ausztriából való távozása után a magyar kommunista vezetés megkísérelte megszerezni az ottani Esterházy-birtokok feletti rendelkezés jogát. A magyar hatóságok érveit, miszerint Esterházy Pált vagyonvesztésre ítélték, az osztrák hatóságok, elsősorban a Rudolf Kirchschläger vezetése alatt álló külügyminisztérium emberi jogi irodája, elutasították.
Az 1956-os forradalom során a herceg kiszabadult a börtönből, és az ausztriai vagyonát kezelő osztrák hivatalnokok, s tanácsadók segítségével el tudta hagyni az országot. Feleségével a svájci, Zürichben telepedett le. Burgenlandban 1946–47-ben, 1956-ban és 1964–68-ban az Esterházy-birtokok a különféle politikai pártok földreform- és államosítási követelései a politikai viták középpontjában álltak. Az 1960-as években az Ausztria Szociáldemokrata Pártja a választási küzdelmekben sikeresen használta fel a család vagyonelkobzásának kérdését. 1970 után enyhült a feszültség a politikai vezetés és a Zürichben élő herceg között.
A történelem viharai által meghurcolt, humanista dr. Esterházy Pál herceg 1989. május 25-én hunyt el zürichi otthonában.

## A művészetet és tudományt támogató tevékenysége
Művészetbarát és tudománypártoló volt. 1938-ban 300 ezer pengős alapítványt tett az orvosi kutatás előmozdítására. A képzőművészetet évenkénti vásárlásaival, festőművészeti és szobrászati díjak adományozásával támogatta. Elkészíttette Eszterházán a Haydn-domborművet és Kismartonban a Haydn-síremléket. Saját költségén kiadatta Esterházy Miklós nádor iratait.
Az 1920-as években a Magyar Ornithológiai Szövetséget két madárvárta megalapításával támogatta. Kapuvár határában ma is áll az egykor Király Iván által vezetett Hansági Madárvárta. Mekszikópusztán a Hansági-főcsatorna torkolatánál állt az 1940-es évekig a Breuer György vezette Fertői Madárvárta, amely a második világháború végén találatot kapott és leégett.
Esterházy Pál személyesen kezdeményezte nemzeti park kialakítását a Fertő ausztriai részén, amihez saját birtokait ajánlotta fel.